# Epitaph (album Necrophagist)
Epitaph – drugi album studyjny niemieckiego zespołu technical death metalowego Necrophagist wydany 3 sierpnia 2004 przez wytwórnię Relapse Records.

## Lista utworów
1. „Stabwound” – 2:48
2. „The Stillborn One” – 4:24
3. „Ignominious and Pale” – 4:01
4. „Diminished to Be” – 4:59
5. „Epitaph” – 4:15
6. „Only Ash Remains” – 4:11
7. „Seven” – 3:41
8. „Symbiotic in Theory” – 4:35

## Twórcy
- Muhammed Suiçmez – gitara, wokal
- Christian Muenzner – gitara
- Stephan Fimmers – gitara basowa
- Hannes Grossmann – perkusja